# 昆塞爾冰川
54°46′S 35°50′W / 54.767°S 35.833°W
昆塞爾冰川（英語：Quensel Glacier），是南極洲的冰川，位於南喬治亞島東端，最終注入庫珀島，由英國南極名稱諮詢委員會命名，現時由英國海外領土管轄。